# Mário Ricardo

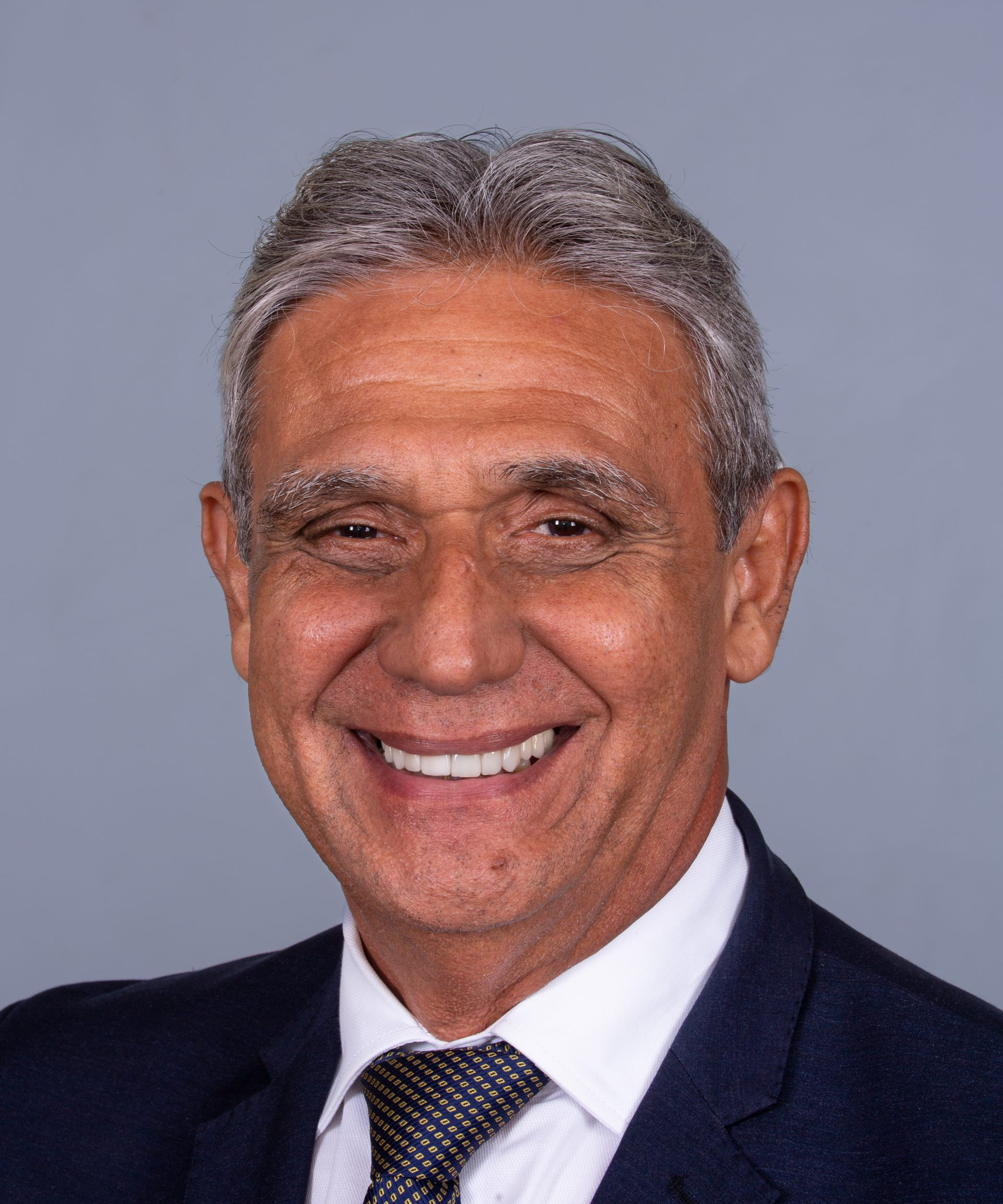

Mário Ricardo Santos de Lima (Goiana, 2 de julho de 1961), é um empresário e político brasileiro. É deputado estadual de Pernambuco pelo Republicanos.
Infância e Formação
Ainda criança, Mário Ricardo deixou o engenho e mudou-se para a cidade com seus pais. Foi em Igarassu que construiu sua trajetória de vida: concluiu os estudos, ingressou no escotismo, fortalecendo sua base humanista, e deu início à vida profissional trabalhando na feira livre do município. Tornou-se empresário na área de logística e acumulou experiências significativas como presidente do Conselho dos Direitos das Crianças e dos Adolescentes (Condica) e da Associação Comercial de Igarassu, Itapissuma e Itamaracá. Também é sócio Paul Harris do Rotary Club de Igarassu.
Início na Política
Em 2002, Mário Ricardo iniciou sua carreira política como candidato a deputado federal, conquistando quase 10 mil votos. Em 2004, lançou-se candidato a prefeito de Igarassu e recebeu mais de 14 mil votos. Voltou a disputar a prefeitura em 2008, alcançando quase 22 mil votos. Em 2012, foi eleito prefeito da cidade com cerca de 30 mil votos (53,77%), e reeleito em 2016 com mais de 38 mil votos (61,36%), sendo uma das maiores votações do Estado.
Gestão Transformadora em Igarassu
Durante sua gestão, implantou um modelo inovador de administração, com foco no desenvolvimento econômico, justiça social e sustentabilidade. Foi responsável por criar o Centro de Formação Profissional do Município (CEFOPI), além de trazer para Igarassu unidades da Escola Técnica Estadual (ETE) e do Instituto Federal de Pernambuco (IFPE). Também implantou o modelo de escolas em tempo integral.
Para fomentar o crescimento sustentável, criou as Agências Municipais de Desenvolvimento, Emprego e Meio Ambiente, tornando Igarassu referência nacional. A cidade foi reconhecida pela Urban Systems como o quinto melhor município para empreender no Brasil.
Reconhecimentos e Conquistas
Mário Ricardo recebeu importantes prêmios e homenagens, como o Prêmio Prefeito Empreendedor do Sebrae (Barbosa Lima Sobrinho) em duas ocasiões, a medalha Duarte Coelho da Câmara Municipal de Igarassu, a medalha Paulo Freire do Instituto Federal de Pernambuco e o selo MigraCidades da Organização Internacional para as Migrações (OIM).
Liderança e Representatividade
Ocupou cargos de destaque como secretário da Associação Municipalista de Pernambuco (Amupe) e vice-presidente da Frente Nacional de Prefeitos (FNP). Em 2022, foi eleito deputado estadual com mais de 48 mil votos, consolidando sua trajetória de liderança e dedicação à vida pública.

## Biografia
Mário Ricardo ocupa pela primeira vez uma cadeira na câmara estadual. Ele foi eleito em 2022 com 48.699 votos. Já exerceu o cargo de prefeito da cidade de Igarassu em Pernambuco por dois mandatos.